# Осиашвили, Симон Абрамович
Симо́н Абрамович Осиашви́ли (род. 4 декабря 1952, Львов, УССР, СССР) — советский и российский поэт-песенник и певец. Заслуженный артист России (2002).

## Биография
Родился во Львове 4 декабря 1952 года.
Окончил Львовский политехнический институт, факультет прикладной математики по специальности инженер-программист и Литературный институт им. А. М. Горького, семинар поэзии.
Первую песню — «Жизнь» (музыка В. Мигули) исполнила С. Ротару в 1984. С этих пор Осиашвили написал уже более 500 песен для репертуара А. Пугачёвой, Ф. Киркорова, Н. Караченцова, М. Боярского, М. Распутиной, Г. Лепса, И. Аллегровой, А. Добронравова, К. Орбакайте, А. Буйнова, Т. Гвердцители, А. Глызина, И. Понаровской, В. Леонтьева, М. Шуфутинского, Т. Овсиенко, В. Добрынина, В. Легкоступовой, В. Малежика, А. Левшин, К. Семёновой, А. Державина, Н. Сенчуковой, В. Сташевского, А. Кальянова, ансамблей «Золотое кольцо», «Дюна», «Весёлые ребята», «Синяя птица» и других исполнителей.
В создании песен в разное время сотрудничал с такими композиторами, как В. Мигуля, Д. Тухманов, В. Добрынин, А. Добронравов, И. Крутой, Т. Ефимов, О. Фельцман, А. Лукьянов, А. Укупник, А. Левшин, А. Зубков, Е. Кобылянский, Р. Неврединов, И. Саруханов, В. Чайка, В. Матецкий, В. Малежик, И. Зубков, С. Павлиашвили, А. Батурин, Ю. Варум.
Самые известные из песен: «Не сыпь мне соль на рану», «Бабушки-старушки», «За милых дам», «Колодец», «Спасатель», «Капля в море» (композитор В. Добрынин), «Дорогие мои старики» (И. Саруханов), «Мамины глаза» (Е.Кобылянский), «Ты мой бог» (С. Павлиашвили), «Зимний сад» (А. Глызин), «Все цветы» (И.Крутой), «Первые цветы» (А. Державин), «Любовь-пять звёзд» (композитор А. Добронравов, исп. Ф.Киркоров). Начиная с 1986 года песни Симона Осиашвили ежегодно являются неизменными лауреатами телефестиваля «Песня года».
С 1993 года выступает сольно как исполнитель песен. Диск «Положи мне голову на плечо» стал важным этапом в карьере Симона Осиашвили: им сочинёны не только тексты, но и музыка всех песен диска, записанных в исполнении автора. В 1990 и 1993 в ГЦКЗ «Россия», а в 2002 и 2013 в Государственном Кремлёвском Дворце проходили творческие вечера Осиашвили-поэта. Написал песни для телевизионного фильма «Что такое Ералаш» (1985) и художественного фильма «Приморский бульвар» (1988). В 2014 году Симон Осиашвили за песню «Линия жизни» (музыка Французова) стал лауреатом Премии ФСБ.
Симон Осиашвили автор четырёх поэтических сборников «Мне легко жить в России» (1996), «Не сыпь мне соль на рану» (2006), «Мамины глаза» (2016), «Дорогие мои старики» (2020).
Член Союза писателей Москвы.
В 2000 году Симон Осиашвили написал песню «Мы любим тебя, Архангельск!», которая в 2014 году стала гимном Архангельска.

## Семья
Отец — Абрам Исаакович Осиашвили (1911—1995), уроженец Велицихе, участник Великой Отечественной войны, младший политрук, гвардии лейтенант административной службы, начальник клуба госпиталя, затем певец джаз-оркестра ДКА Приморской армии, кавалер ордена «Красной Звезды», награждён другими боевыми наградами. Мать во время войны служила в полевом госпитале, майор медицинской службы; во Львове работала педиатром, заведовала Домом ребёнка. Родители познакомились на фронте, после войны поселились на родине отца в Тбилиси (где родилась их старшая дочь), позже переехали на родину матери во Львов. Сестра — Суламифь Абрамовна Шимова (род. 1948), инженер, живёт в Остраве.
Был женат на певице Светлане Лазаревой (род. 1962) и поэтессе Татьяне Лукиной (ум. 2004).

## Избранные песни
- «А жизнь меня кружила…» (музыка Екатерины Семёновой, исполняет Екатерина Семёнова);
- «Акулина» (музыка Вячеслава Добрынина, исполняет Вячеслав Добрынин);
- «Бабушки-старушки» (музыка Вячеслава Добрынина, исполняет Вячеслав Добрынин, ВИА «Весёлые ребята»);
- «Бабы-стервы» (музыка Игоря Крутого, исполняет Ирина Аллегрова);
- «Белоснежка» (музыка Вячеслава Добрынина, исполняет Светлана Лазарева);
- «Время летних отпусков» (музыка Владимира Мигули, исполняет Владимир Мигуля)
- «Выбирай» (музыка Вячеслава Добрынина, исполняет Светлана Лазарева);
- «Гадалка» (музыка Теодора Ефимова, исполняет Армен Джигарханян);
- «Группа крови» (музыка Александра Добронравова, исполняет Александр Добронравов);
- «Грустная история» (музыка Вячеслава Малежика, исполняет Вячеслав Малежик;
- «Дорогие мои старики» (музыка Игоря Саруханова, исполняет Игорь Саруханов); лауреат Песни-88
- «Жёлтые кораблики» (музыка Вячеслава Добрынина, исполняет Светлана Лазарева);
- «Жизнь» («Дни летят») (музыка Владимира Мигули, исполняет София Ротару, Анне Вески);
- «За милых дам» (музыка Вячеслава Добрынина, исполняет Михаил Шуфутинский);
- «Зимний сад» (музыка Виктора Чайки, исполняет Алексей Глызин);
- «И никто другой» (музыка Вячеслава Добрынина исполняет Валентина Легкоступова);
- «Капля в море» (музыка Вячеслава Добрынина, исполняет Валентина Легкоступова);
- «Карусель» (музыка И. Чуева, исполняет автор);
- «Кино, кино, кино…» (музыка Теодора Ефимова, исполняет Николай Караченцов);
- «Киса» (музыка Вячеслава Добрынина, исполняют Вячеслав Добрынин, Михаил Шуфутинский, Филипп Киркоров);
- «Когда-нибудь» (музыка Вячеслава Добрынина, исполняет Сергей Беликов);
- «Колодец» (музыка Вячеслава Добрынина, исполняет Ярослав Евдокимов);
- «Любовь-Пять звёзд» (музыка Александра Добронравова, исполняет Филипп Киркоров);
- «Любовь счастливая» (музыка Вячеслава Добрынина, исполняют Вячеслав Добрынин и Натали);
- «Мамины глаза» (музыка Е. Кобылянского, исполняет Тамара Гвердцители);
- «Маятник» (музыка Теодора Ефимова, исполняет Николай Караченцов);
- «Мечта без крыльев» (музыка Владимира Матецкого, исполняет София Ротару);
- «Мой поезд ещё не ушёл» (музыка Рустама Неврединова, исполняет Николай Караченцов);
- «Мостик» (музыка Вячеслава Добрынина, исполняет гр. «Доктор Шлягер» солист Алексей Кондаков);
- «Мы любим тебя, Архангельск!» (музыка Александра Левшина; гимн Архангельска)[3][2];
- «На горе Арарат» (музыка Вячеслава Добрынина исполняет ВИА «Ариэль» солисты Ростислав Гепп и Борис Каплун);
- «На небе» (музыка Александра Добронравова, исполняет Филипп Киркоров);
- «Не сыпь мне соль на рану» (музыка Вячеслава Добрынина, исполняет Вячеслав Добрынин); лауреат Песни-89
- «Одуванчик детства» (музыка Владимира Мигули, исполняет Марина Мигуля)
- «Одуванчик» (музыка А. Лукьянова, исполняет Алла Пугачёва);
- «Первые цветы» (музыка Андрея Державина, исполняет Андрей Державин);
- «Посадите дерево» (музыка Оскара Фельцмана, исполняет Михаил Боярский);
- «Русалка» (музыка Вячеслава Добрынина, исполняет гр. «Доктор Шлягер» солист Владимир Сутормин);
- «Серая луна» (музыка Вячеслава Добрынина, исполняет гр. «Электроклуб» солист Виктор Салтыков);
- «Скрипка Паганини» (музыка Владимира Мигули, исполняет Владимир Мигуля);
- «Спасатель» (музыка Вячеслава Добрынина, исполняет Вячеслав Добрынин);
- «Талисман» (музыка Аркадия Укупника, исполняет Кристина Орбакайте)
- «Ты мой Бог» (музыка Сосо Павлиашвили, исполняет Ирина Понаровская);
- «У опера с Петровки» (музыка Игоря Зубкова, исполняет Александр Кальянов);
- «Ухожу» (музыка И. Крутого, исполняет Алла Пугачёва);
- «Холостая жизнь» (музыка Вячеслава Добрынина исполняет ВИА «Ариэль» солист Ростислав Гепп).

Автор текстов песен: 1985 — Золотая рыбка (телеспектакль)